# アラウカ
アラウカ（Arauca）は、コロンビア・アラウカ県の県都。人口は8万5585人（2018年）。ベネズエラとの国境に接している。オリノコ川の支流アラウカ川が国境である。
伝統的に畜産農業が盛んな地域であり、牛を飼育している農家が多いが、近年はオイルサンドの採掘に力が入れらており、市の税収に占める割合が高くなっている。
気候は熱帯サバナ気候に属し、一年を通して高温で冬は乾季となる。